# 料理無言抄
『料理無言抄（りょうりむごんしょう）』は、1792年成立の日本の料理書。
全9巻。2016年には1巻から4巻を底本とした『料理無言抄 加賀藩お抱え料理人舟木伝内の食材百科』が刊行されている。
2013年に公開された日本映画『武士の献立』は、本書を記した加賀藩士舟木伝内と舟木安信親子、および舟木親子の家族を描いた映画である。映画にに登場する料理は記されたレシピを再現したもとされる。なお、伝内を西田敏行が、安信を高良健吾が演じている。

## 書籍情報
- 舟木伝内（著）、米田尚史（編）、見瀬和雄（校訂）『料理無言抄 加賀藩お抱え料理人舟木伝内の食材百科』能登印刷出版部、2016年。ISBN 978-4890106608。